# Kęstutis af Litauen
Kęstutis (hviderussisk: Кейстут født ca. 1297, død 3. august eller 15. august 1382 i Kreva) var en fyrste i Storfyrstendømmet Litauen. Han var fyrste af Trakai og styrede storfyrstendømmet Litauen 1342-1382, sammen med broderen Algirdas frem til 1377, og med hans nevø Jogaila frem til 1381. Han herskede over litauerne og rutenerne.
Navnet "Kęstutis" er afledt fra den gamle form af navnet Kestas, som er en forkortet version af sådanne litauiske navne som Kęstaras, Kęstautas (hvor kęs-ti betyder at klare). Historiske kilder omtaler forskellige litauiske udtaler.